# Ozaenina diversa
Ozaenina diversa är en tvåvingeart som beskrevs av Guilherme A.M.Lopes 1936. Ozaenina diversa ingår i släktet Ozaenina och familjen Richardiidae. Inga underarter finns listade i Catalogue of Life.